# Вапнярка (гора)
Вапня́рка — гора в центральній частині низькогірного пасма Гологори. Розташована у Золочівському районі Львівської області, на південь від села Новосілки.
Висота 460 м. Являє собою вигнуте овальне підвищення, що простягається зі сходу на захід. Переважають круті схили (особливо північні). Гора складена вапняками і тортонськими карбонатними пісковиками. На вершині вони відслонюються, утворюючи оригінальні форми вивітрювання.
Гора вкрита грабово-буковими та дубово-грабовими лісами.
Через гору проходить Головний європейський вододіл. На північно-східних схилах гори розташована комплексна пам'ятка природи — «Гора Вапнярка».